# OFK Grbalj
FK Grbalj é um clube montenegrino de futebol com sede em  Radanovići subúrbio de  Tivat, Montenegro.  O clube foi fundado em 1970 e o seu a(c)tual presidente chama-se Rajko Barović. A equipa disputa os seus jogos caseiros no estádio u Radanovićima em Radanovići, perto de Tivat. 